# Линкольн (Род-Айленд)
Линкольн (англ. Lincoln) — город в округе Провиденс, штат Род-Айленд, США. Население по данным переписи 2010 года — 21 105 человек (17-й по количеству жителей в штате).

## География
По данным Американского бюро переписи населения, общая площадь города составляет 49,1 км², в том числе 47,2 км² — суша и 1,9 км² — водные пространства.
На территории города находится парк штата Линкольн-Вудс.

## Население
Согласно данным переписи населения 2000 года, в городе насчитывалось 20 898 жителей, 8243 отдельных домашних хозяйства и 5778 семей. Плотность населения, таким образом, составляла 442,6 человек на км². Расовый состав населения города был таким: 95,55 % — белые; 0,84 % — афроамериканцы; 0,08 % — коренные американцы; 1,75 % — азиаты; 0,01 % — уроженцы островов Тихого океана; 0,64 % — представители других рас и 1,13 % — представители двух и более рас. 1,64 % населения определяли своё происхождение как испанское (латиноамериканское).
Из 8243 домашних хозяйства на дату переписи 32,6 % имели детей; 56,8 % были женатыми парами. 25,9 % домашних хозяйств было образовано одинокими людьми, при этом в 12,1 % домохозяйств проживал одинокий человек старше 65 лет. Среднее количество людей в домашнем хозяйстве составляло 2,51; средний размер семьи — 3,05 человек.
Возрастной состав населения: 24,7 % — младше 18 лет; 5,9 % — от 18 до 24 лет; 28,8 % — от 25 до 44 лет; 24,1 % — от 45 до 64 лет и 16,5 % — 65 лет и старше. Средний возраст населения — 40 лет. На каждые 100 женщин приходится 90,8 мужчин. На каждые 100 женщин в возрасте старше 18 лет — 85,9 мужчин.
Средний доход на одно домашнее хозяйство составляет $47 815; средний доход на семью — $61 257. Средний доход на душу населения — $26 779.
Динамика численности населения города по годам:
| 1930   | 1940   | 1950   | 1960   | 1970   | 1980   | 1990   | 2000   | 2010   |
| ------ | ------ | ------ | ------ | ------ | ------ | ------ | ------ | ------ |
| 10 421 | 10 577 | 11 270 | 13 551 | 16 182 | 16 949 | 18 045 | 20 898 | 21 105 |